# Алексеев, Борис Петрович
Алексеев Борис Петрович (13 сентября 1926, Казанка, Криворожский округ — 25 сентября 1996, Кривой Рог, Днепропетровская область) — водитель карьерного самосвала, Герой Социалистического Труда (1971).

## Биография
Родился 13 сентября 1926 года в посёлке Казанка, Казанковский район, УССР, СССР.
Во время Великой Отечественной войны, с сентября 1943 по апрель 1945 года, находился на принудительных работах в Германии. В 1945—1950 годах служил в армии. В 1952 году окончил Саксаганскую школу механизаторов сельского хозяйства.
- 1952—1954 — учётчик, старший механик Дрогобычской МТС;
- 1954—1959 — водитель автоколонны треста «Криворожстрой»;
- 1959—1963 — водитель по вывозу горной массы из карьера ЮГОКа;
- 1963—1972 — водитель карьерного самосвала автоцеха ИнГОКа.

Ударник производства — производственные нормы выполнял на 180—200 %. За свою трудовую деятельность сверхпланово вывез более 200 тысяч тонн горной породы. Испытывал карьерную технику, одним из первых освоил автомобили КрАЗ-222, БелАЗ-540, БелАЗ-548. Инициатор трудовых начинаний. Рационализатор и наставник. Единственный работник ИнГОКа, получивший звание Героя Социалистического Труда.
Умер 25 сентября 1996 года в Кривом Роге.

## Награды
- Орден Трудового Красного Знамени (22.03.1966);
- Медаль «Серп и Молот» (30.03.1971) — за выдающиеся успехи, достигнутые в выполнении заданий пятилетнего плана по развитию чёрной металлургии;
- Орден Ленина (30.03.1971);
- Знак «Шахтёрская слава» 3-й степени (1965).

## Память
- Именем Бориса Алексеева назван 220-тонный карьерный самосвал БелАЗ, работающий на карьере ИнГОКа[2].
- Имя на Стеле Героев в Кривом Роге.